# Евжен Дероко
Евжен Дероко (1860 — 1944) био је српски и југословенски филателиста и писац историчар домаћих поштанских вредносница.

## Биографија
Име Евгеније добио је по аустријском војсковођи Еугену Савојском. Родитељи су му били Јован родом из Дубровника и Катарина, полу Српкиња-полу Немица, из Београда. Јован Дероко се доселио у Београд деведесетих година 19. века да би предавао у Кутликовој Уметничкој школи. Евжен како су га звали завршио је за инжињера у Београду и затим каријеру провео на жељезници, као високи саобраћајни чиновник. Био је ожењен Ангелином рођ. Михајловић из северно-банатског села Мокрина. Евжен Дероко је отац чувеног српског архитекте и академика Александра Дерока.

## Пионир српске филателије
Евжен Дероко је почео скупљати марке као дечак од дванаест година у Београду, где је и рођен. Током целог живота, пуних седам деценија, радио је на проучавању југословенске и српске филателије. Пратио је развој поштанског живота у старој Србији, не оставивши ни једну поштанску вредност непроучену. Специјализирао се за скупљање марака Србије, Словеначке, југословенских издања Босне и Херцеговине и Хрватске, као и заједничких југословенских издања.
Још пре Првог светског рата излагао је на великим међународним филателистичким изложбама у Лондону (1906) и Бечу (1911). После Првог светског рата излагао је на свим већим изложбама у Краљевини Југославији, а одређиван је и за члана жирија на међународним изложбама у Бечу, Паризу, Берлину, Бриселу, Кенигсбергу и Прагу.
Он је 1933. године изабран за председника Југословенског филателистичког савеза, и то ће остати до Другог светског рата. Изабран је 1937. године за доживотног почасног председника тог савеза.